# タピオ・ラウタヴァーラ
タピオ・ラウタヴァーラ（Kaj Tapio ”Tapsa” Rautavaara、1915年3月8日 - 1979年9月25日）は、フィンランドの陸上競技選手。歌手。俳優。1948年ロンドンオリンピックの金メダリストである。

## 経歴
ラウタヴァーラは、フィンランド南西部の西スオミ州ピルカンマー県の出身。母子家庭のため貧しい幼少を過ごし、小学校卒業後すぐに働き始める。第二次世界大戦ではソ連との戦争の最前線に配置されるが、その後、興業部隊に配転となる。ラジオで彼の声が兵士たちに届けられたが、戦争が終結するとその任務も終了した。
ラウタヴァーラは、第二次世界大戦後の1946年にオスロで行われたヨーロッパ陸上選手権のやり投に出場し、銅メダルを獲得した。さらに2年後のロンドンオリンピックでは金メダルを獲得、その他多くの大会でも活躍した。1950年代にはアーチェリーに転向、1958年の世界選手権では団体でフィンランドに金メダルをもたらした。
さらに、ラウタヴァーラはスポーツだけでなく、俳優、ミュージシャンとしても成功を収めた。彼の静かでセンチメンタルなポップソングはいまだにフィンランドでは人気を博している。また、数多くのフィンランドの映画にも出演した。アメリカ映画「ターザン」の主役であったジョニー・ワイズミュラーの主役引退後の次期主役候補であったと思われている。